# Osławska
Osławska albo Osłowka, Osłówka lub Młyńska Góra – wzgórze o wysokości 258,4 m n.p.m. znajdujące się na Garbie Tenczyńskim w północno-zachodniej części Olszanicy w Krakowie.
Szczyt wzgórza znajduje się ok. 100 m od granicy z Balicami. Zachodni stok wzgórza opada do autostrady A-4 i płyty startowej lotniska, a północny do rzeki Rudawa.
Do 2005 roku wzgórze miało być zniwelowane, z powodu przeszkody lotniczej, jednakże z braku funduszy, projekt został wstrzymany. Na wzgórzu usytuowane są lotnicze sygnalizatory świetlne.